# Étienne Mulsant
Martial Étienne Mulsant (Marnand, 2 de março de 1797 – Lyon, 4 de novembro de 1880) foi um ornitólogo, entomólogo e bibliotecário francês. Foi responsável por diversas descrições de espécies, principalmente de beija-flores e besouros, muitas vezes com outros naturalistas. Entre suas colaborações, destacam-se as descrições realizadas juntamente ao ornitólogo Jules Bourcier.
Foi um importante pesquisador em seu campo, atuando como mentor de outros entomólogos franceses notáveis, tendo entre os seus pupilos Claudius Rey, Valéry Mayet e Francisque Guillebeau. Seu trabalho sobre cocinelídeos foi extremamente importante para a taxonomia moderna das joaninhas. Ainda, ao lado do colecionador Jean Baptist Édouard Verreaux, publicou Histoire naturelle des punaises de France entre 1865 e 1879, assim como textos sobre zoologia e geologia. Atuou, por muito tempo, como presidente da Société linnéenne de Lyon, e participou de comissões sobre aves, inclusive, caçando aves pequenas. Possivelmente, um dos seus trabalhos mais importantes, Histoire Naturelle des Oiseaux-Mouches, ou Colibris constituant la famille des Trochilïdes, que publicara entre 1874 a 1877, caracterizaria uma pesquisa monumental sobre beija-flores, num atlas ilustrado com 120 litografias grandes, coloridas à mão de todas as espécies conhecidas à época.

## Início de vida, educação e família
Martial Étienne Mulsant nasceu em 2 de março de 1797, na comuna francesa de Marnand, próxima à Villefranche-sur-Mer, no departamento de Ródano. Seu pai, Marie-Sébastien Mulsant, era magistrado em Neuville-sur-Saône, enquanto sua mãe, Marie Anne Victoire née Jacquetton, era dona de casa.
Seu avô paterno, Étienne Mulsant, era proprietário de uma pedreira de gesso em Thizy, sendo também responsável pela introdução do uso de algodão, em vez de cânhamo, na tecelagem da região. Seu avô materno, Claude Jacquetton de la Bufetière, foi preso e condenado à morte, decisão que foi anulada após a deposição de Maximilien de Robespierre.
Iniciou seus estudos na comuna francesa de Belley, após indicação do pároco de Thizy, onde continuou seus estudos oratorianos. Foi colega de Alphonse de Lamartine. Então seus pais o colocaram no colégio de Roanne, depois de Tournon, administrado pelos oratorianos, onde obteve sucesso e fez um herbário.
Em 1806, enquanto trabalhava no comércio, Mulsant escreveu Lettres à Julie sur l'entomologie, uma série de cartas que se tratavam da descrição sistemática dos insetos distribuídos na França, que dedicaria à sua prima Anne Julie Ronchivole, com quem se casou uma década depois, em 1816, e com quem teve sete filhos.
Seu filho, Sébastien-Victor Mulsant, desenvolveu um grande interesse em ciências naturais por influência do pai, principalmente por entomologia, muitas vezes coletando espécimes de insetos para Étienne. Com isso, um dos espécimes coletados, foi descrito pelo pai, entomólogo, e um de seus alunos Claudius Rey, Rhopalus victoris, atualmente sinônimo de Liorhyssus hyalinus (Fabricius, 1794).

## Carreira política e trabalhos
Em 1817, tornou-se prefeito da comuna francesa de Saint-Jean-la-Bussière, onde seus pais possuíam uma propriedade e, mais tarde, 1827, tornou-se juiz de paz, assim como seu pai e avô. Em 1830, mudou-se para Lyon, onde assumiria o cargo de bibliotecário assistente em 1839. Alguns anos depois, tornou-se professor de ciências naturais no ensino médio, onde trabalharia entre 1843 e 1873.
Em 1840, publicou Histoire naturelle des coléoptères de France, juntamente a vários outros entomólogos, como Antoine Casimir Marguerite Eugène Foudras e Claudius Rey, seu ex-aluno. Suas monografias sobre besouros publicadas entre 1846 e 1850 serviram como a base para grande parte da taxonomia moderna de joaninhas.
Entre 1865 e 1879, ele escreveu, juntamente de Jean Baptiste Édouard Verreaux, Histoire naturelle des punaises de France. Também publicou vários textos escolares sobre zoologia e geologia. Foi, durante muitos anos, presidente da Sociedade Linneana de Lyon. Interessou-se também por aves, publicando diversos estudos e participando dos trabalhos da comissão de caça de pequenas aves. Em 1868, ele escreveu Lettres à Julie sur l'ornithologie, um trabalho sobre beija-flores de 1874 a 1877, também dedicado à sua esposa.

## Reconhecimento
Foi durante muitos anos presidente da Sociedade Linneana de Lyon, nos anais dos quais publicou o seu trabalho. Ele era um membro da Sociedade de Agricultura, História Natural e Artes Úteis de Lyon desde 1833 e reitor em 1880; membro da Academia de Ciências e Belas Letras de Lyon: da Sociedade Linneana de Paris desde 1823; da Sociedade Entomológica da França, que o tornou membro honorário (1879); companhias de Estetino (1842), Altemburgo (1845). Liège (1847), Cologne (1851). Foi nomeado Cavaleiro da Legião de Honra (1858) e membro correspondente do Instituto da França (1870).

## Morte
Étienne Mulsant morreu em 4 de novembro de 1880 na metrópole francesa de Lyon, onde se estabelecera no início da década de 1830. Se encontra sepultado em Saint-Jean-la-Bussière, junto às sepulturas de sua mãe, Victoire Jacquetton, e sua esposa, Anne Julie Ronchivole.

## Dedicatórias
O gênero de coccinelídeos Mulsantina foi nomeado em sua homenagem. Julius Weise, entomólogo alemão, descobriu, em 1906, que o táxon para o gênero Cleis usado por Mulsant em 1851 já havia sido usado por Félix Édouard Guérin-Méneville em 1831. Com isso, Weise sugeriu renomear o gênero por Mulsantina.
Em janeiro de 1842, Jules Bourcier nomeou o beija-flor estrelinha-de-barriga-branca (Chaetocercus mulsanti anteriormente Acestrura mulsanti) em homenagem a Mulsant. Na dedicatória, Bourcier escreveu: "Dedicado ao meu amigo M.E. Mulsant, conhecido por suas importantes contribuições em entomologia.
Em 1879, o entomólogo e carcinólogo escocês Adam White descreveu um besouro em 1879 sob o nome de Mesovelia mulsanti.
O entomólogo Victor Signoret dedicou-lhe o descritor específico Astemma mulsanti, que atualmente é um sinônimo de Ceratocombus coleoptratus (Zetterstedt, 1819). Victor Thiollière, geólogo francês, atribuiu Chaetodon mulsanti em homenagem a Mulsant, que é listado como o peixe-borboleta Chaetodon ephippium (Cuvier, 1831) com base nas Regras Internacionais de Nomenclatura Zoológica.

## Obras
- Mulsant, É. 1839. Histoire naturelle des coléoptères de France: Longicornes. Paris: Maison. vii–xii + 1–304 pp., 3 pls.
- Mulsant, É. 1842. Histoire naturelle des coléoptères de France: Lamellicornes. Paris: Maison Libraire, Lyon: Imprimerie de Dumoulin, Ronet et Sibuet, viii + 626 pp., 3 pls.
- Bourcier, J. & Mulsant, É. 1846. Description de Vingt Espèces nouvellles d'Oiseaux-Mouches. Annales des Sciences Physiques et Naturelles, d'Agriculture et d'Industrie. Société impériale d'agriculture, etc. de Lyon. 9: 312–332
- Mulsant, É. & Verreaux, É. 1874. Histoire naturelle des oiseaux-mouches, ou Colibris, constituant la famille des Trochilidés. Lyon, Au Bureau de la Société Linnéenne. 1: i–viii 1–343; pl. 1–18